# Domenico Paolella
Pour les articles homonymes, voir Dominici et Fleming.
Domenico Paolella est un réalisateur et scénariste italien né à Foggia le 15 octobre 1915 et mort à Rome le 5 octobre 2002. Il utilise plusieurs pseudonymes dans sa carrière, étant parfois crédité Paolo Dominici ou Paul Fleming.

## Biographie
Domenico Paolella est l'un des plus prolifiques réalisateurs italiens. Il commence comme scénariste et comme aide réalisateur. Il débute dans les années 1930 avec divers films populaires et musicaux (dans le genre du musicarello).
De 1935 à 1937, il remporte les prix annuels des lictoriales de la culture et de l'art, dans la section films expérimentaux. Pendant la Seconde Guerre mondiale, il est envoyé comme correspondant sur le front russe. Après-guerre, il est nommé directeur artistique et rédacteur dans l'hebdomadaire de chroniques et d'actualité La Settimana Incom (it), réalisant des centaines de services aussi bien en Italie qu'à l'étranger. Il s'ooccupe également de documentaires, dont La tragedia dell'Etna, qui sera primé dans cette catégorie au Festival de Cannes.
À partir des années 1950, il se dédie au cinéma musical et aux péplums, ainsi qu'aux films d'espionnage, aux westerns, et enfin aux films érotiques.

## Filmographie partielle

### Réalisateur
- 1939 : Gli ultimi della strada (it)
- 1952 : Un ladro in paradiso
- 1952 : Chansons du demi-siècle (Canzoni di mezzo secolo)
- 1953 : Chansons, chansons, chansons (Canzoni, canzoni, canzoni)
- 1953 : Gran varietà
- 1954 : Rosso e nero (it)
- 1955 : Il coraggio
- 1955 : Destinazione Piovarolo
- 1955 : Canzoni di tutta Italia
- 1956 : San Remo canta (it)
- 1958 : Je ne suis plus une enfant (Non sono più guaglione)
- 1959 : Destination San Remo (Destinazione Sanremo)
- 1960 : Les Pirates de la côte (I pirati della costa)
- 1960 : Madri pericolose
- 1960 : Les Blousons noirs de la chanson (I Teddy boys della canzone)
- 1961 : La Terreur des mers (Il terrore dei mari)
- 1961 : Le Secret de l'épervier noir (Il segreto dello sparviero nero)
- 1962 : Le Boucanier des îles (Il giustiziere dei mari)
- 1962 : Maciste à la cour du Cheik (Maciste contro lo sceicco)
- 1962 : Canzoni di ieri, canzoni di oggi, canzoni di domani
- 1962 : L'Île aux filles perdues (Le prigioniere dell'isola del diavolo)
- 1963 : Maciste contre les Mongols (Maciste contro i Mongoli)
- 1963 : Ursus le rebelle (Ursus gladiatore ribelle)
- 1963 : Bal masqué à Scotland Yard (Maskenball bei Scotland Yard)
- 1964 : Hercule contre les tyrans de Babylone (Ercole contro i tiranni di Babilonia)
- 1964 : L'Enfer de Gengis Khan (Maciste nell'inferno di Gengis Khan)
- 1965 : Goliath à la conquête de Bagdad (Golia alla conquista di Bagdad)
- 1965 : Hercule défie Spartacus (Il gladiatore che sfidò l'impero)
- 1965 : 003 Agent secret (Agente S03 operazione Atlantide)
- 1967 : Haine pour haine (Odio per odio)
- 1968 : Il sole è di tutti (it)
- 1968 : Django, prépare ton exécution (Execution)
- 1970 : La ragazza del prete
- 1973 : Les Religieuses du Saint-Archange (Le monache di Sant'Arcangelo)
- 1973 : Une histoire du XVIIe siècle (Storia di una monaca di clausura)
- 1974 : La Proie (La preda)
- 1977 : Équipe spéciale (La polizia è sconfitta)
- 1979 : Belli e brutti ridono tutti (it)
- 1979 : Le Justicier au gardénia (Gardenia, il giustiziere della mala)
- 1980 : Trois dans un lit (Tre sotto il lenzuolo), coréalisé avec Michele Massimo Tarantini

### Scénariste
- 1994 : La Chance d'Aldo Lado